# Јасика
Јасика или трепетљика (Populus tremula), врста је тополе која потиче из хладних умерених регија Европе и Азије. Расте од Исланда и Британских острва на западу, до Камчатке на истоку, и од Арктичког круга у Скандинавији и северној Русији на северу, до средишње Шпаније, Турске, Северне Кореје и северног Јапана на југу. Јавља се и на једном локалитету на северозападу Африке у Алжиру. На југу свог распона јавља се на великим надморским висинама у планинама.

## Опис врсте
Листопадно дводомо дрво које нарасте до 40 метара висине и 10 м ширине, док стабло има пречник и преко једног метра. Кора је бледо зеленкасто-сива и глатка на младим стаблима, с` тамносивим дијамантским лентицелама. Са старењем дрвета, кора постаје тамносива и осипа се. Листови на гранама старијег дрвећа готово су округли, са широком лиском пречника 2-8 цм, грубо назубљеним рубом и бочно спљоштеним петељком дужине 4-8 цм. Равне петељке омогућују им да дрхте чак и на слабом поветарцу, те су извор његовог научног имена, као и великог броја народних као што је трепетљика. Листови на садницама и брзорастућим стабљикама су различитог облика, срцасти до готово троугласти. Често су много веће дужине (и до 20 центиметара), док им је петељка мање спљоштена. Цветови су ресице које се опрашују путем ветра. Производе се у рано пролеће пре него што се појаве нови листови. Трепетљика је двополна биљка са мушким и женским цветовима на различитом дрвећу. Мушке ресице су зелене и браон боје, дужине 5-10 центиметара приликом избацивања полена. Женске ресице су зелене, дуге 2-6 центиметара, сазревају почетком лета, носе 10-20 (50-80) чаура, од којих свака садржи много ситног семена са паперјастим длачицама. Длачице помажу при расејавању семена када се чауре отворе током сазревања. Трепетљика се може разликовати од блиско сродне северноамеричке Populus tremuloides по грубо назубљеним листовима. Као и друге јасике, трепетљика се широко шири сисаљкама (кореновим клицама), које се могу произвести и до 40 м од матичног стабла, формирајући широке клонске колоније.

## Екологија врсте
Евроазијска јасика је врста која захтева влагу и светлост. Може снажно колонизовати отворени простор након пожара, чишћења или других оштећења. Након што је јединка оштећена или уништена, на површини бочних коренова долази до обилатог стварање коренских сисаљки. Брзи раст се наставља све до узраста од око 20 година, када се повећава крунична компетиција. Након тога, брзина раста опада и кулминира у добу од око 30 година. Трепетљика може достићи старост од 200 година. Врло је отпорна врста и подноси дуге, хладне зиме и кратка лета. Отпорна је на притисак прегледаних јелена због свог непријатног укуса. Ова врста је важна за великог тополиног стаклокрилца, који је користи као домаћина током стадијума ларве.

## Фосилни налази
Фосили трепетљике описани су из фосилне флоре локалитета у Турској, који воде порекло из раног Плиоцена.

## Култивација
Јасика се гаји у парковима и великим баштама. Хибрид са Populus tremula (бела топола), познат као сива топола, Populus × canescens, распрострањен је у Европи и централној Азији. Хибриди са неколико других аспеката такође су узгајани у шумарским истраживачким институтима како би пронашли дрвеће са већом производњом дрвета и отпорношћу на болести (нпр. P. tremula × P. tremuloides, узгајан у Данској).

## Употребљивост
Дрво трепетљике је лагано и мекано. Користи се за огрев и израду шибица, али је такође цењено у индустрији целулозе и папира, што је посебно корисно. Поред тога користи се за шперплочу и различите врсте иверица. Даље, јасика има важну улогу у производњи дрвета за обновљиве изворе енергије. Еколошки је врста важна јер од ње имају користи многе врсте инсеката и гљивица. Стабло даље пружа станиште за неколико врста сисара и птица којима су потребне младе шуме.